# Țuțora
Ţuţora es una comuna ubicada en el distrito de Iași, Rumania.

## Superficie
Cuenta con una superficie de 36,69 kilómetros cuadrados.

## Demografía
Hasta 2021 la población era de 2063 habitantes, con una densidad de población de 56,23 habitantes por kilómetro cuadrado.